# Suchy Las (gmina)
Pour les articles homonymes, voir Suchy Las.
Suchy Las est une gmina rurale du powiat de Poznań, Grande-Pologne, dans le centre-ouest de la Pologne. Son siège est le village de Suchy Las, immédiatement au nord de Poznań.
La gmina couvre une superficie de 116,55 km2 pour une population de 15 497 habitants en 2014.

## Géographie

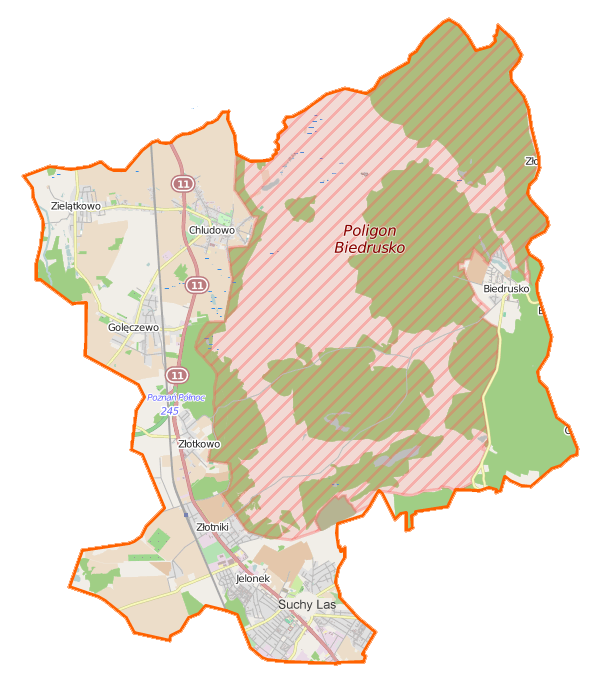
Plan de la gmina.

Outre le village de Suchy Las, la gmina inclut les villages de:
- Biedrusko
- Chludowo
- Golęczewo
- Jelonek
- Zielątkowo
- Złotkowo
- Złotniki

### Gminy voisines
La gmina de Suchy Las est bordée :
- des gminy de :
  - Czerwonak
  - Murowana Goślina
  - Oborniki
  - Rokietnica

- de la ville de :
  - Poznań

## Structure du terrain
D'après les données de 2002, la superficie de la commune de Suchy Las est de 116,55 km², répartis de la façon suivante :
- terres agricoles : 28%
- forêts : 29%

La commune représente 6,14% de la superficie du powiat.